# Bedford (Pennsylvania)
Bedford is een plaats (borough) in de Amerikaanse staat Pennsylvania, en valt bestuurlijk gezien onder Bedford County.

## Demografie
Bij de volkstelling in 2000 werd het aantal inwoners vastgesteld op 3141.
In 2006 is het aantal inwoners door het United States Census Bureau geschat op 3028, een daling van 113 (-3,6%).

## Geografie
Volgens het United States Census Bureau beslaat de plaats een oppervlakte van
2,9 km², geheel bestaande uit land. Bedford ligt op ongeveer 335 m boven zeeniveau.

## Plaatsen in de nabije omgeving
De onderstaande figuur toont nabijgelegen plaatsen in een straal van 16 km rond Bedford.

## Evenementen
In Bedford wordt ieder jaar het Clifford Brown Jazz Festival gehouden, ter herinnering aan de jazztrompettist Clifford Brown, die in 1956 nabij deze plaats bij een verkeersongeval om het leven kwam.